# Frits Floor
Frits Floor var en dansk atlet som var medlem af Rødovre AC og IF Sparta. Han vandt to danske mesterskaber på 400 meter i 1949 og 1950.

## Danske mesterskaber
- Guld 1950 400 meter 50,8
- Guld 1949 400 meter 50,3
- Sølv 1948 400 meter 50.4
- Bronze 1948 200 meter 23,3
- Sølv 1944 400 meter 50,3